# 臼杵郵便局
臼杵郵便局（うすきゆうびんきょく）は大分県臼杵市にある郵便局。民営化前の分類では集配普通郵便局であった。

## 概要
住所：〒875-8799 大分県臼杵市臼杵浜2-107-712

## 沿革
- 1872年8月4日（明治5年7月1日） - 臼杵郵便取扱所として開設[1]。
- 1875年（明治8年）1月1日 - 臼杵郵便局（五等）となる。同年、為替取扱を開始。
- 1878年（明治11年） - 貯金取扱を開始。
- 1892年（明治25年）2月16日 - 臼杵郵便電信局となる。
- 1903年（明治36年）4月1日 - 通信官署官制の施行に伴い臼杵郵便局となる。
- 1956年（昭和31年）10月15日 - 熊崎郵便局から集配業務を移管[2]。
- 1959年（昭和34年）10月11日 - 電話通話および和文電報受付事務の取扱を開始。
- 1984年（昭和59年）7月1日 - 上北津留郵便局の廃止に伴い、取扱事務を承継。
- 1989年（平成元年）9月18日 - 南津留郵便局および下ノ江郵便局から集配業務を移管。
- 1999年（平成11年） - 外国通貨の両替および旅行小切手の売買に関する業務取扱を開始。
- 2007年（平成19年）10月1日 - 民営化に伴い、併設された郵便事業臼杵支店に一部業務を移管。
- 2012年（平成24年）10月1日 - 日本郵便株式会社発足に伴い、郵便事業臼杵支店を臼杵郵便局に統合。

## 取扱内容
- 郵便、印紙、ゆうパック、内容証明
- 貯金、為替、振替、振込、国際送金、国債、投資信託
- 生命保険、バイク自賠責保険、自動車保険
- 地方公共団体事務（臼杵市入場券の販売）
- ゆうちょ銀行ATM
- 臼杵市内の一部地域の集配業務
- ゆうゆう窓口

## 周辺
- 臼杵警察署
- 大分県立臼杵高等学校
- 臼杵公園（臼杵城跡）
- 臼杵港

## アクセス
- JR日豊本線 臼杵駅から北へ約500m（徒歩約5分）
- 臼津交通バス 城南停留所下車
- 東九州自動車道 臼杵ICから北東へ約3.5km
- 駐車場あり：22台